# Surrency
Surrency es un pueblo ubicado en el condado de Appling en el estado estadounidense de Georgia. En el censo de 2000, su población era de 316.

## Demografía
En el 2000 la renta per cápita promedia del hogar era de $30,750, y el ingreso promedio para una familia era de $34,583. El ingreso per cápita para la localidad era de $14,794. Los hombres tenían un ingreso per cápita de $28,750 contra $26,563 para las mujeres.

## Geografía
Surrency se encuentra ubicado en las coordenadas 31°43′27″N 82°11′55″O / 31.72417, -82.19861 (31.724156, -82.198686).
Según la Oficina del Censo, la localidad tiene un área total de 2 km² (0,8 mi²), de la cual 2 km² (0,8 mi²) es tierra y 0 km² (0 mi²) (0.00%) es agua.